# قائمة بطاركة (أبونا) إثيوبيا
هذه قائمة بطاركة (أبونا) إثيوبيا، الرؤساء الروحيين لكنيسة التوحيد الإثيوبية الأرثوذكسية. يُعرف أبونا رسميًا باسم بطريرك وكاثوليكوس إثيوبيا، ورئيس أساقفة أكسوم وإتشيجي لكرسي القديس تكلا هيمانوت . تولى أبونا مركوريوس هذا المنصب في مايو 1988 ، بينما انضم أبونا متياس في 28 فبراير 2013. حاليًا، يعمل كلا الرجلين بصفتهما بطاركة، بعد اتفاق تم إبرامه في 27 يوليو 2018.   
تعتبر كنيسة التوحيد الإثيوبية الأرثوذكسية جزء من الكنائس الأرثوذكسية المشرقية ، وقد مُنحت الاستقلال من قبل كيرلس السادس بابا الكنيسة القبطية الأرثوذكسية بالإسكندرية عام 1959.

## أساقفة أكسوم
- أبونا سلامة كيساتاي بيرهان الأول فرومنتيوس ( ق. 305 - منتصف القرن الرابع)
- ميناس أو إلياس [4]
- أبراهام (أواخر القرن الرابع - أوائل القرن الخامس)
- بيتروس
- أبا أفسي (أواخر القرن الخامس - أوائل القرن السادس)
- قوزمس ( أوائل القرن السادس)
- أيبريبيس ( أوائل القرن السادس)

- شاغر (537-562) 

## مطارنة مطرانية أكسوم وكل إثيوبيا
- كيرلس (620 - منتصف القرن السابع)

- غير معروف

- يوأنس ( ق. 820-840)
- يعقوب (منتصف القرن التاسع)
- سلامة زاعزب ( القرن التاسع)
- برثلماوس (القرن العاشر)
- بطرس (920)

- شاغر (940 - 970 )

- دانيال (أواخر القرن العاشر)
- فكتور (القرن الحادي عشر)
- عبدون المدعي
- ساويروس (1077-1092)
- جيورجيس الأول (1090)
- ميخائيل (منتصف القرن الثاني عشر)
- يعقوب الثاني
- جبرا كريستوس

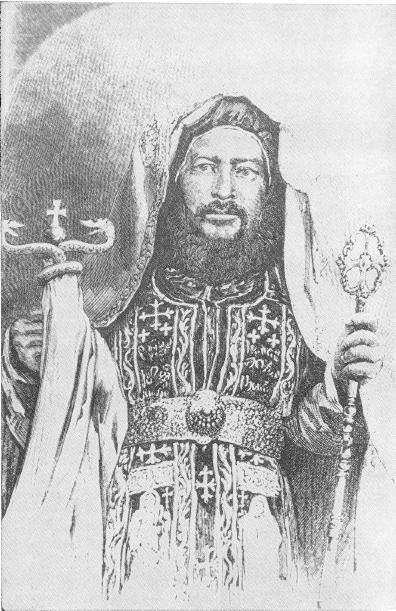
سلامة الثالث ، أبونا 1841-1867.

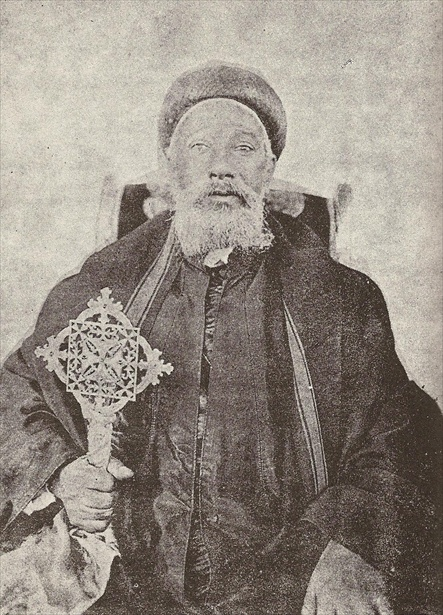
ماتيوس العاشر ، أبونا من عام 1889 إلى عام 1926.

- أتناتيوس ( أواخر القرن الثاني عشر)
- ميخائيل الثاني (1206-1209)
- يوشاق ( 1209-1225)
- جيورجيس الثاني ( 1225)
- القديس تكلا هيمانوت (القرن الثالث عشر)
- يوأنس الثالث عشر (القرن الرابع عشر)
- يعقوب الثالث (1337-1344)

- شاغر (1344-1348)

- سلامة الثاني (1348-1388)
- برثلماوس (1398 / 9-1436)
- ميخائيل وجبرائيل (1438–1458)

- شاغر (1458-1481)

- يوشاق (1481 - 1520)
- ماركوس السادس (1481 - 1530)
- جواو بارمودس (1536- 1545) نصب نفسه بطريرك إثيوبيا الأرثوذكسي والكاثوليكي.
- إنديراس ( 1545)
- أندريس دي أوفييدو (1557-1577) ، أسقف كاثوليكي
- ماركوس (1565)
- كريستودولوس الأول ( 1590)
- بطرس السادس (1599–1606) ، قُتل في معركة
- سيمون (1607-1622) ، توفي عام 1624
- أفونسو مينديز (1622-1632) ، بطريرك كاثوليكي، يدعمه سوسينيوس الأول وعُزل من قبل فاسيليدس

- شاغر (1632–1633)

- رزق ( 1634)
- ماركوس (1635-1672)، المخلوع مع كريستودولوس
- كريستودولوس الثاني (1640-1672)، المخلوع مع ماركوس
- سينودا (1672–1687)

- شاغر (1687-1689)

- ماركوس التاسع (1689- أواخر القرن السابع عشر)
- أبا ميخائيل (1640–1699)
- ماركوس العاشر (1694-1716)

- شاغر (1716-1718)

- كريستودولوس الثالث (1718-1745)

- شاغرة (1745– 1747)

- يوأنس الرابع عشر (1747-1770)
- يوساب الثالث (1770-1803)

- شاغر (1803 - 1808)

- مقاريوس (1808)

- شاغر (1808-1816)

- كيرلس الثالث (1816–1829)

- شاغر (1829-1841)

- سلامة الثالث (1841-1867)

- شاغر (1867-1868)

- أتناتيوس الثاني (1868-1876) توفي متأثراً بجراحه التي أصيب بها في معركة غورا
- بطرس السابع (1876-1889) ، توفي عام 1918
- ماتيوس العاشر (1889-1926)
- كيرلس الرابع (1926-1936) ، أطيح به في أعقاب الحرب الإيطالية الإثيوبية الثانية
- أبراهام (1937-1939)
- يوأنس الخامس عشر (1939-1945)

- كيرلس الرابع (1945–1950)

- باسيليوس (1951–1959)

في 13 يوليو 1948 ، توصلت الكنيسة القبطية الأرثوذكسية وكنيسة التوحيد الأرثوذكسية الإثيوبية إلى اتفاق أدى إلى رفع كنيسة التوحيد الأرثوذكسية الإثيوبية إلى مرتبة كنيسة مستقلة. والسماح لرئيس أساقفة إثيوبيا بتكريس أساقفة ومطارنة للكنيسة الإثيوبية وتشكيل مجمع مقدس محلي. ومع ذلك، يتم تكريس رئيس الأساقفة من قبل بابا الإسكندرية وأعضاء المجمع المقدس لكنيسة التوحيد الأرثوذكسية الإثيوبية.

## البطاركة في أثيوبيا
|   | صورة  | أبونا (ولادة - وفاة)     | فتره حكم              | ملحوظات |
| - | ----- | ------------------------ | --------------------- | --- |
| 1 |       | باسيليوس (1891–1970)     | 1959 - 1970           | حكم خلال محاولة الانقلاب الإثيوبي عام 1960 ومؤتمر أديس أبابا لعام 1965                                                                                     |
| 2 |       | ثاؤفيلوس (1910–1979)     | 1971 - 1976           | خلعه الديرغ وأعدم بالخنق عام 1979 |
| 3 |       | تكلا هيمانوت (1918–1988) | 1976 - 1988           | |
| 4 |       | مركوريوس (1938)          | 1988 إلى الوقت الحاضر | أطيح به من قبل الجبهة الديمقراطية الثورية للشعب الإثيوبي ، التي زعمت أنه تنازل عن العرش ؛ ترأس الكنيسة الأرثوذكسية الأثيوبية خارج أثيوبيا من 1991 إلى 2018 |
| 5 | \| \| | باولوس (1936–2012)       | 1992 -2012            | تنازع على الحكم مع أتباع أبونا مركوريوس |
| 6 |       | متياس (1941)             | 2013 إلى الوقت الحاضر | تنازع على الحكم مع أتباع أبونا مركوريوس حتى عام 2018 |
|   |       |                          |                       | |

في عام 1959، الكنيسة القبطية الأرثوذكسية منحت الاستقلال لكنيسة التوحيد الأرثوذكسية الإثيوبية، ورفع رئيس أساقفة ليصبح بطريرك واعطائه لقب البطريرك وكاثوليكوس كنيسة التوحيد الأرثوذكسية الإثيوبية
لقب ايشجي لكرسي القديس تكلا هيمانوت من دير ديبري ليبانوس وتندرج في البطريركية. لقب ايشجي أضيف اليه لقب رئيس أساقفة أكسوم إلى الألقاب البطريركية في عام 2005 ، حيث كان أكسوم مقرًا لأسقف إثيوبيا الأول، القديس فرومنتيوس ، وبالتالي كان أقدم كرسي في الكنيسة.